# هماهنگ‌کننده جهانی ایدز ایالات متحده
هماهنگ‌کننده جهانی ایدز ایالات متحده (انگلیسی: United States Global AIDS Coordinator) سمتی است که در وزارت امور خارجه ایالات متحده آمریکا دنبال می‌شود، مسئولیت این نهاد نظارت بر برنامه کمک‌های بشردوستانه است که تحت حمایت ایالات متحده برای مقابله با بیماری همه‌گیرشناسی اچ‌آی‌وی/ایدز در سراسر جهان صورت می‌گیرد. هماهنگ‌کننده جهانی ایدز دارای رتبه سفرای ایالات متحده آمریکا و معاون وزیر در وزارت امور خارجه است.
در حال حاضر سفیر دبرا برکس هماهنگ‌کننده جهانی ایدز می‌باشد.